# Чемпіонат Європи з кросу 1994
Чемпіонат Європи з кросу 1994 був проведений 10 грудня в британському Алніку та став першою в історії континентальною першістю Європи з кросу.

## Призери

### Чоловіки
| Першість | Золото | Золото  | Срібло | Срібло | Бронза | Бронза |
| -------- | --- | ------- | --- | ------ | --- | ------ |
| Особиста | Паулу Герра Португалія                                                                                                | 27.43   | Домінгуш Каштру Португалія | 27.59  | Антоніо Серрано Іспанія                                                                                        | 28.03  |
| Командна | Португалія Паулу Герра (1) Домінгуш Каштру (2) Антоніу Пінту (8) Альберту Маравілья (9) Жуан Жункейра Діонісіу Каштру | 20 очок | Іспанія Антоніо Серрано (3) Хосе Карлос Адан (4) Хосе Мануель Гарсія (7) Алехандро Гомес (13) Альберто Хусдадо Хосе Рамон Рей | 27     | Франція Абделлах Бехар (5) Мустафа Ессаїд (10) Мохамед Еззер (17) Бертран Фрешар (18) Брюно ле Стюм Поль Арпен | 50     |

### Жінки
| Першість | Золото                                                                                                   | Золото  | Срібло                                                                                      | Срібло | Бронза                                                                                 | Бронза |
| -------- | --- | ------- | ------------------------------------------------------------------------------------------- | ------ | -------------------------------------------------------------------------------------- | ------ |
| Особиста | Кетрін Маккірнан Ірландія                                                                                | 14.29   | Хулія Вакеро Іспанія                                                                        | 14.30  | Елена Фідатов Румунія                                                                  | 14.36  |
| Командна | Румунія Елена Фідатов (3) Мар'яна Кіриле-Станеску (7) Маргарита Кесег (16) Кристина Місарош Даніела Бран | 26 очок | Франція Марія Ребело (5) Бландін Біцнер-Дюкре (9) Фаріда Фатес (14) Оділь Оє Лоранс Дюкенуа | 28     | Португалія Фернанда Рібейру (6) Карла Сакраменту (11) Ана Діаш (12) Консейсан Феррейра | 29     |

## Медальний залік
| Місце               | Країна              | Золото | Срібло | Бронза | Загалом |
| ------------------- | ------------------- | ------ | ------ | ------ | ------- |
| 1                   | Португалія          | 2      | 1      | 1      | 4       |
| 2                   | Румунія             | 1      | 0      | 1      | 2       |
| 3                   | Ірландія            | 1      | 0      | 0      | 1       |
| 4                   | Іспанія             | 0      | 2      | 1      | 3       |
| 5                   | Франція             | 0      | 1      | 1      | 2       |
| Загалом (5 збірних) | Загалом (5 збірних) | 4      | 4      | 4      | 12      |

## Українці на чемпіонаті
| Місце | Атлет                                  | Результат |
| ----- | -------------------------------------- | --------- |
| 54    | Віктор Роговий Київ                    | 29.22     |
| 71    | Валерій Чесак Дніпропетровська область | 29.59     |
| 79    | Сергій Лебідь Дніпропетровська область | 30.13     |
| 83    | Віктор Карпенко Київська область       | 30.23     |
| 88    | Валерій Рудик [[]]                     | 30.55     |
| 99    | Ігор Ліщинський Донецька область       | 32.25     |

| Місце | Атлетка                              | Результат |
| ----- | ------------------------------------ | --------- |
| 10    | Тамара Коба Дніпропетровська область | 14.51     |
| 37    | Ілона Барванова АР Крим              | 15.20     |
| 44    | Тетяна Біловол Одеська область       | 15.34     |
| 50    | Світлана Мірошник Харківська область | 15.38     |
| 55    | Зоя Казновська Запорізька область    | 15.40     |